# 居城要
居城 要（いしろ かなめ、1925年 - 2016年6月18日）は、日本の実業家、馬主。

## 経歴
北海道士幌町に本店を、茨城県美浦村に支店を構える居城飼料株式会社の会長を務めた。同店が販売する飼料は、日本中央競馬会（JRA）の美浦トレーニングセンター内の厩舎でも用いられている。
2016年6月18日、老衰のため茨城県牛久市内の病院で死去した。90歳没。

## 馬主活動

居城の勝負服

日本中央競馬会（JRA）および地方競馬（NAR）に登録する馬主としても知られた。勝負服の柄は海老、黄一本輪、海老袖、冠名には「ゴールド」を用いた。
1973年より北海道新冠町明和で馬産を始め、1989年に新冠町西泊津に現在の北勝ファームを設立しオーナーブリーダーとして活動していた。同ファームは2016年時点でスタッフ2名で運営される小規模な牧場である。要は、繁殖馬の配合などを全て自分自身で決めていたという。
要の没後は、長男の居城寿与（いしろ ひさよ）が馬主業や牧場の経営などを引き継いでいる。

### 来歴
- 1964年 - 道営競馬の馬主資格取得[6]。
- 1988年 - JRAの馬主資格取得[6]。
- 2015年 - ゴールドアクターがアルゼンチン共和国杯を制し、中央重賞初制覇[6]。さらにゴールドアクターは年末の有馬記念も制し、GI競走初制覇も果たした。
- 2016年 - 6月18日、死去。所有馬と勝負服色は息子の居城寿与に引き継がれた。

## 主な所有馬

### GI級競走優勝馬
- ゴールドアクター[注 2]（2014年菊花賞3着、2015年アルゼンチン共和国杯、有馬記念、2016年日経賞、オールカマー、有馬記念3着、2017年宝塚記念2着）

### 重賞競走優勝馬
- グローバルリーダー（2005年ロジータ記念）
- ゴールドビルダー（居城寿与名義、2020年ハイセイコー記念）

### その他の所有馬
- ヘイロンシン（2003年豊国ジャンプステークス、ゴールドアクターの母）